# Thomas Günther Wunderlich

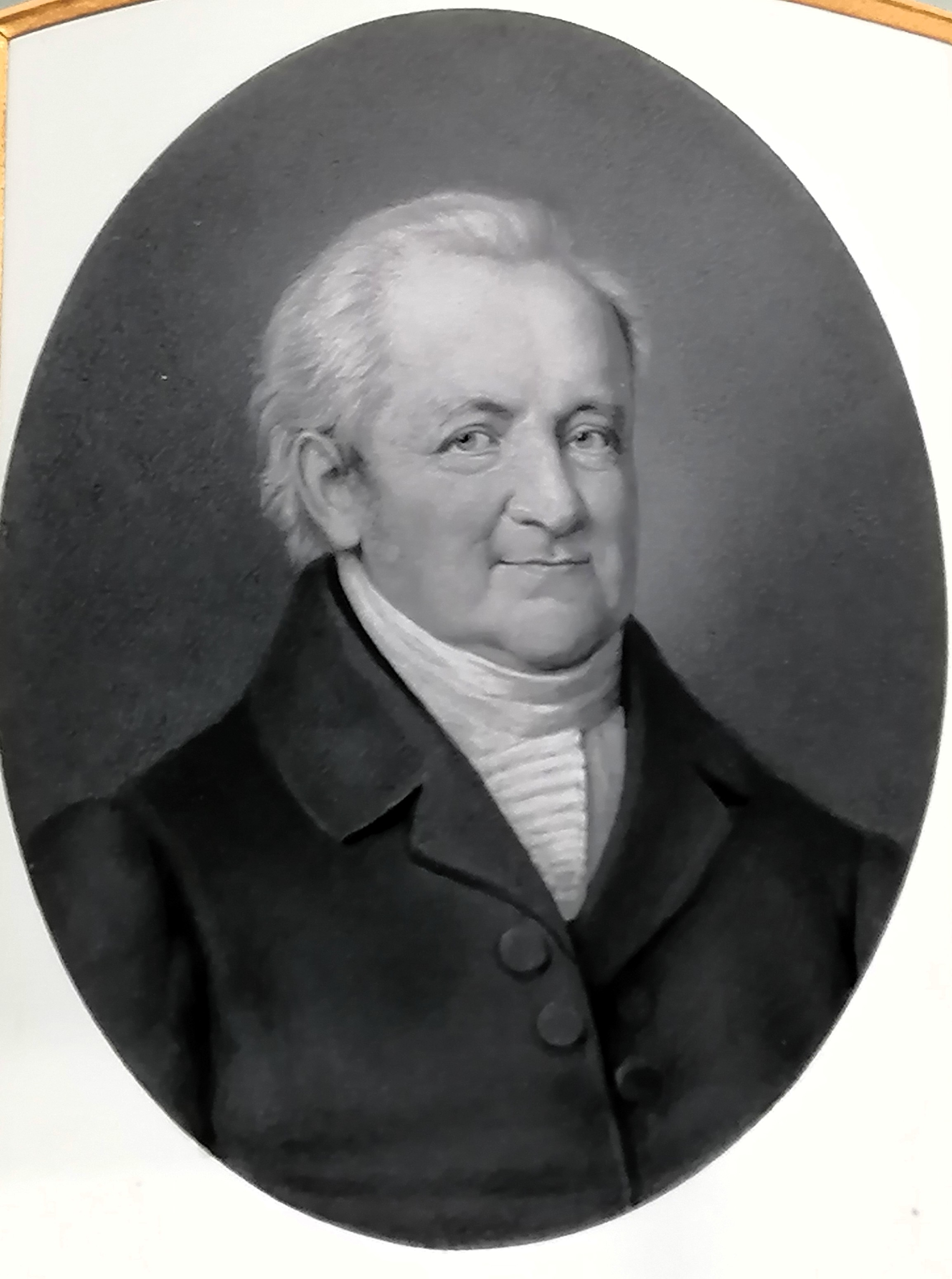
Thomas Günther Wunderlich

An der Obertrave 16

Thomas Günther Wunderlich (* 29. Januar 1774 in Lübeck; † 21. März 1852 ebenda) war ein deutscher Kaufmann und Bürgermeister der Hansestadt Lübeck.

## Leben
Wunderlich war Teilhaber der Lübecker Weinhandlung J. M. Brandt & Söhne. Er war Mitglied der Kaufleutekompagnie und wurde aus dieser während der Lübecker Franzosenzeit 1810 in Rat der Stadt erwählt. 1811 wurde er Munizipalrat der jetzt französischen Stadt. Mit Wiederherstellung des alten Rates wirkte er ab 1814 bis 1821 im Finanzdepartement. 1823 bis 1831 war er als Ratsherr Vorsitzender des Niedergerichts. 1833 wurde er zum Lübecker Bürgermeister bestimmt und 1852 aus Altersgründen kurz vor seinem Tode in den Ruhestand verabschiedet.
Er war der erste Schwiegervater von Johann Siegmund Mann jr. (1797–1863).
Wunderlich war Eigentümer des Hauses An der Obertrave 16, welches 1803-04 prägend durch den Architekten Joseph Christian Lillie umgebaut wurde. Der Abbruch erfolgte 1984 zugunsten des Konzertsaals der Musikhochschule Lübeck.